# Porgitrama
Il porgitrama, in inglese weft feeder, è un componente di un telaio per tessitura o macchina per maglieria.

## Storia
Il porgitrama è diventato una componente indispensabile agli inizi degli anni settanta, quando all'aumentare della velocità dei telai si è reso necessario un sistema, o un'interfaccia tra la rocca di filo e il telaio stesso, che potesse garantire uniformità di tensione del filato. Inizialmente si trattava di sistemi completamente meccanici, trascinati da cinghie e pulegge; solo successivamente sono stati introdotti apparecchi completamente indipendenti dal telaio, con un motore gestito elettronicamente, nei telai sia a pinza sia a proiettile (dal nome del mezzo di inserzione della trama). Negli stessi anni, sono stati introdotti anche telai con inserzione del filo a getto d'aria o ad acqua, per cui sono apparsi dei porgitrama detti "misuratore", in quanto, oltre a fornire un filo con tensione costante, misurano anche la quantità di filo da inserire a ogni ciclo del telaio. Per gli stessi motivi sono poi stati introdotti anche sulle macchine per maglieria.

## Struttura
Il porgitrama è costituito dalle seguenti componenti fondamentali:
- motore AC o PM brushless normalmente di potenza compresa tra 100 e 300 W (750 W per applicazioni su fili pesanti come per i tappeti – vedi telai Van De Wiele)
- albero motore (shaft) cavo per il passaggio del filo
- girante di avvolgimento del filo sul tamburo (winding disk)
- tamburo o cestello di avvolgimento del filo (yarn storage drum/spool body) sul quale è immagazzinato il filo di trama in condizioni ideali di tensione; spesso è realizzata la separazione delle spire di filo (per mezzo dei movimenti oscillanti relativi del supporto del cestello stesso) al fine di ridurre al minimo l'interazione al momento del distacco dalla superficie per effetto del prelievo del filo da parte del telaio.
- Sensori ottici o meccanici o piezoelettrici che misurano il passaggio o la posizione del filo. Grazie a tali sensori, il porgitrama rileva la quantità di filo prelevato, la posizione/quantità sul cestello di avvolgimento, l'eventuale mancanza dovuta alla rottura del filo stesso in ingresso.
- Elettromagnete di stop (stopper magnet), solo per applicazioni su tela a getto di aria/acqua, ha la funzione di arresto del filo dopo che una prefissata quantità di filo sia stata rilasciata (porgitrama misuratore).
- Scheda elettronica (electronic board) o circuito di controllo delle funzioni del porgitrama:
  - Gestione ed elaborazione dei segnali provenienti dai sensori
  - Gestione della velocità ottimale e pilotaggio del motore
  - La gestione della misura del filo rilasciato al telaio
  - La gestione dell'elettromagnete di stop del filo (solo porgitrama misuratore)
  - Gestione degli allarmi e stop del telaio
  - Eventuale comunicazione veloce con il telaio per la sincronizzane delle funzioni.
- Freno di trama per controllare la tensione del filo in uscita: è la componente più critica e fondamentale del porgitrama. Sono state realizzare moltissime soluzioni di freni passivi basate su sistema tradizionali come anelli a spazzole oppure superfici metalliche continue (papera) o discontinue (metallico fotoinciso) di attrito. Più recentemente, sono state adottate superfici coniche metalliche sospese su membrane in gomma (ROJ Flex) o coni in materiali plastici pregiati sospesi con molle (LGL TWM) o magneti (ROJ M-Flex). I sistemi dinamici di controllo del ballon di svolgimento, mediante coni applicati di fronte al cestello, sono l'alternativa per trame molto pesanti (PP o juta) o nel caso di telai a getto d'aria. Una recente innovazione, più costosa, è costituita da freni attivi in cui la tensione del filo è modulata da un attuatore elettromagnetico (IRO TEC) o lineare (LGL ATTIVO), sincronizzato con la fase di inserzione del telaio; sono utilizzati nei telai veloci con trame critiche.

- Altri accessori possono completare il porgitrama per aggiungere funzioni aggiuntive, come la lubrificazione del filo in ingresso, il controllo della rottura del filo in ingresso o in uscita, il controllo dei nodi in ingresso.

Vengono installate diverse decine di migliaia di porgitrama all'anno su tutti i mercati del mondo e soprattutto in Cina. I principali produttori mondiali sono la ROJ (IT) la IRO (SE), Memminger (DE), la LGL (IT) e la BTSR (IT), in Giappone Toyota e Tsudakoma producono porgitrama solo per i propri telai, in Cina vi sono diversi produttori di porgitrama di imitazione dei produttori europei e giapponesi.